# Pusterla di San Marco
La Pusterla di San Marco era una delle porte minori (chiamate anche "pusterle") poste sul tracciato medievale delle mura di Milano. 

## Storia
Secondo alcuni essa coinciderebbe con la Pusterla Beatrice, mentre secondo altre ricostruzioni sarebbe da collocarsi al termine della via Borgonuovo, di fronte alla fiancata della Chiesa di San Marco, in Contrada Fatebenefratelli, raggiungibile attraverso il ponte chiamato Marcellino.
La pusterla di San Marco venne in seguito demolita: mancano però documenti che attestino questa demolizione, quindi l'anno di abbattimento della struttura è sconosciuto.